# Charles Scorsese
Luciano Charles "Charlie" Scorsese (New York City, 08 de maio de 1913 – New York City, 23 de agosto de 1993) foi um ator de cinema ítalo-americano e pai do premiado diretor de cinema Martin Scorsese.

## Biografia
Charles Scorsese nasceu na cidade de Nova York, filho de Teresa e Francesco Scorsese, imigrantes sicilianos de Polizzi Generosa, uma pequena cidade perto de Palermo, capital da Sicília, Sul da Itália. Ele casou com a atriz de cinema Catherine Scorsese (nascida Catherine Cappa) em 1933, com quem teve dois filhos Frank Scorsese e Martin Scorsese. Charles Scorsese, assim como a esposa Catherine Scorsese, fez participações em diversos filmes do filho e premiado diretor de cinema Martin Scorsese.

## Filmografia
- Italianamerican (1974)
- Touro Indomável (1980)
- O Rei da Comédia (1983)
- Depois de Horas (1985)
- A Cor do Dinheiro (1986)
- Os Bons Companheiros (1990)
- Cabo do Medo (1991)
- Aprendiz de Feiticeiro (1991)
- A Época da Inocência (1993)

## Ver Também
- Martin Scorsese
- Catherine Scorsese